# シリコンパワー
シリコンパワー（英文正式社名：Silicon Power Computer & Communications Inc.、中国語正式社名：廣穎電通股份有限公司）は、台湾台北市に本社を置く、メモリーカードなどのメディア関連のメーカーである。日本、オランダに支社を持つ。

## 主な製品

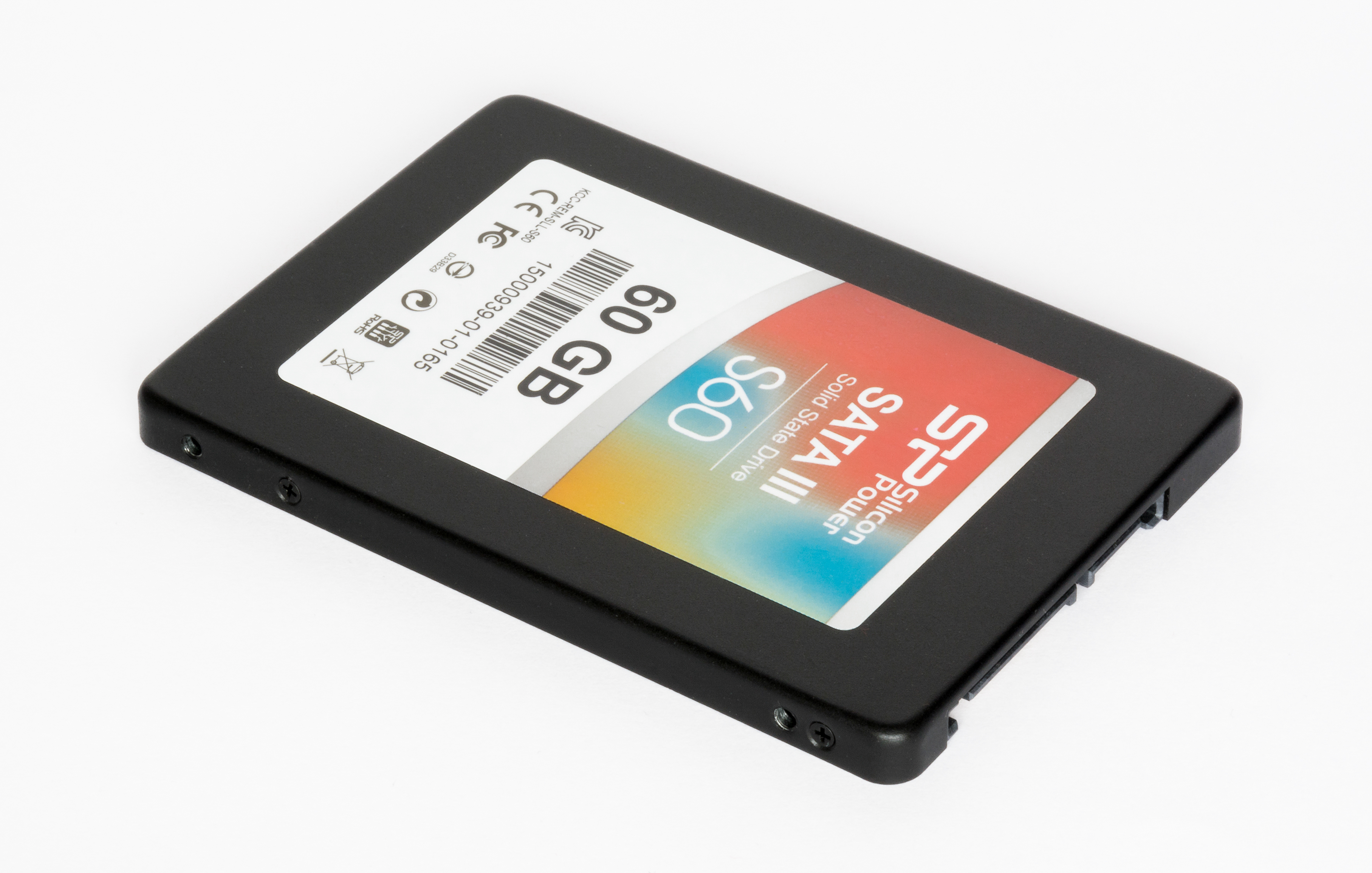
2.5インチサイズのSSD(フラッシュメモリドライブ)

- SDメモリーカード
  - SDHCカード
  - SDXCカード
  - microSDカード
  - microSDHCカード
  - microSDXCカード
- コンパクトフラッシュ(CFカード)
- マルチメディアカード(MMC)
- USBフラッシュメモリ
- メモリーカードリーダライタ
- ソリッドステートドライブ(SSD)
- ポータブルHDD
- 拡張カード
- ディスクメディア
- モバイルバッテリー

## 事業所
- 廣穎電通 台湾本社　台湾台北市
- シリコンパワージャパン株式会社　東京都台東区下谷1-4-10 上野SKビル7階
- Silicon Power Computer and Communications,  Netherlands B.V. オランダフレヴォラント州アルメレ

## シリコンパワージャパン

### 概要
- 設立　2006年（平成18年） 10月
- 資本金　10,000,000円
- 所在地 東京都台東区下谷1-4-10 上野SKビル7階
- 売上高 2,000,000,000円 2008年（平成20年）

### 沿革
2006年10月 - 東京都台東区に設立。